# Список глав государств в 82 году до н. э.
| 83 до н. э. ← Список глав государств по годам → 81 до н. э. |

## Азия
- Анурадхапура — Валагамба (Ваттагамани Абхайя), царь (103 до н. э., 89 до н. э. — 77 до н. э.)
- Армения Великая — Тигран II Великий, царь (95 до н. э. — 55 до н. э.)
- Вифиния — Никомед IV Филопатор, царь (94 до н. э. — 92 до н. э., 90 до н. э. — 74 до н. э.)
- Иберия — Аршак I, царь  (90 до н. э. — 78 до н. э.)
- Индо-греческое царство:
  - Архебий, царь (в Гандхаре и Пенджабе)  (90 до н. э. — 80 до н. э.)
  - Гермей, царь (в Паропамисадах)  (ок. 90 до н. э. — ок. 70 до н. э.)
- Индо-скифское царство — Мауэс, царь (ок. 85 до н. э. — ок. 60 до н. э.)
- Иудея — Александр Яннай, царь  (103 до н. э. — 76 до н. э.)
- Каппадокия — Ариобарзан I Филороман, царь (95 до н. э. — 63 до н. э./62 до н. э.)
- Китай (Династия Хань) — Чжао-ди (Лю Фулин), император  (87 до н. э. — 74 до н. э.)
- Коммагена — Митридат I Калинник,  царь (109 до н. э. — 70 до н. э.)
- Корея:
  - Махан — Хьо, вождь (113 до н. э. — 73 до н. э.)
  - Пукпуё — Кодумак, тхандже (108 до н. э. — 60 до н. э.)
  - Тонбуё — Хэбуру, ван (86 до н. э. — 48 до н. э.)
- Набатейское царство — Арета III Филэллин, царь (84 до н. э. — 62 до н. э.)
- Осроена — Абгар I, царь (94 до н. э. — 68 до н. э.)
- Парфия:
  - Готарз I, царь (91 до н. э. — 87 до н. э./80 до н. э.)
  - Ород I, царь (87 до н. э./80 до н. э. — 80 до н. э./75 до н. э.)
- Понтийское царство — Митридат VI Евпатор, царь (120 до н. э. — 63 до н. э.)
- Сатавахана — Сатакарни II, махараджа (134 до н. э. — 78 до н. э.)
- Селевкидов государство (Сирия) — Тигран Армянский, царь (83 до н. э. — 69 до н. э.)
- Хунну — Хуяньди, шаньюй (85 до н. э. — 68 до н. э.)
- Шунга — Девабхути, император (83 до н. э. — 73 до н. э.)
- Элимаида — Камнаскир III,  царь (82 до н. э./81 до н. э. — ок. 75 до н. э.)
- Япония — Судзин, тэнно (император) (97 до н. э. — 29 до н. э.)

## Африка
- Египет — Птолемей IX Сотер II, царь (116 до н. э. — 107 до н. э., 89 до н. э. — 81 до н. э.)
- Мавретания — Бокх I, царь (ок. 110 до н. э. — ок. 80 до н. э.)
- Нумидия — Гиемпсал II, царь (88 до н. э. — 60 до н. э.)

## Европа
- Боспорское царство — Митридат VI Евпатор, царь (109 до н. э. — 63 до н. э.)
- Дакия — Буребиста, царь (ок. 82 до н. э. — ок. 44 до н. э.)
- Ирландия — Конайре Великий, верховный король (110 до н. э. — 40 до н. э.)[1]
- Одрисское царство (Фракия) — Садала I, царь (87 до н. э. — 79 до н. э.)
- Римская республика:
  - Луций Корнелий Сулла, диктатор (82 до н. э. — 79 до н. э.)
  - Гай Марий Младший, консул (82 до н. э.)
  - Гней Папирий Карбон, консул (82 до н. э.)

## Галерея
- Луций Корнелий Сулла  
 82 до н.э.— 79 до н.э. 
 Диктатор Римской республики
- Митридат VI Евпатор  
 109 до н.э.— 63 до н.э. 
 Царь Понта и Боспора
- Тигран II Великий  
 83 до н.э.— 69 до н.э. 
 Царь Сирии и Армении
- Птолемей IX Сотер II  
 116 до н.э.— 107 до н.э., 89 до н.э.— 81 до н.э. 
 Царь Египта
- Александр Яннай  
 103 до н.э.— 76 до н.э. 
 Царь Иудеи
- Бокх I  
 ок. 110 до н.э.— ок. 80 до н.э. 
 Царь Мавретании
- Чжао-ди  
 87 до н.э.— 74 до н.э. 
 Император Китая
- Буребиста  
 82 до н.э.— 44 до н.э. 
 Царь Дакии
- Ород I  
 87/80 до н.э.— 80/75 до н.э. 
 Царь Парфии
- Ариобарзан I Филороман 
 95 до н.э.—63/62 до н.э. 
 Царь Каппадокии
- Судзин 
 97 до н.э.—29 до н.э. 
 Император Японии